# Peptyd natriuretyczny typu B
Peptyd natriuretyczny typu B, mózgowy peptyd natriuretyczny, komorowy peptyd natriuretyczny, BNP (od ang. B-type natriuretic peptide albo brain natriuretic peptide) – 32-aminokwasowy polipeptyd, peptydowy neurohormon, który został pierwotnie odkryty w mózgu świń, ale u ludzi jest wytwarzany głównie przez kardiomiocyty komór serca. Należy on do większej rodziny hormonów natriuretycznych, w skład której wchodzi przedsionkowy peptyd natriuretyczny. 
Zadaniem BNP jest utrzymanie homeostazy w zakresie ciśnienia krwi i objętości krwi krążącej. Jego wydzielanie jest stymulowane przez zwiększenie rozciągnięcia ścian serca, które może wystąpić w wyniku przeciążenia objętościowego lub ciśnieniowego. BNP hamuje aktywność układu współczulnego oraz układu renina–angiotensyna–aldosteron, zwiększając wydalanie wody i sodu z moczem poprzez zwiększenie filtracji kłębuszkowej i zmniejszenie resorpcji sodu i wody w dystalnych kanalikach cewek nerkowych, powodując rozkurcz błony mięśniowej naczyń krwionośnych, przez co zmniejsza się obwodowy opór naczyniowy. Wszystkie te mechanizmy prowadzą do obniżenia ciśnienia krwi i objętości krwi krążącej.
Ocena stężenia w osoczu BNP i NT-proBNP przydatna jest w rozpoznaniu niewydolności serca. Prawidłowe stężenia nie wykluczają choroby serca, jednak normalne lub niskie stężenia u nieleczonych pacjentów praktycznie wykluczają niewydolność serca. Innymi patologiami sercowymi mogącymi prowadzić do podwyższenia stężenia peptydów natriuretycznych w osoczu są przerost lewej komory, wady zastawkowe, ostre lub przewlekłe niedokrwienie serca, nadciśnienie tętnicze i zatorowość płucna.
Dożylnie podawany rekombinowany BNP (nesiritid) stosowany był w leczeniu zastoinowej niewydolności serca i skutecznie zmniejszał objawy duszności, jednak doświadczenia kliniczne ze stosowaniem tego leku są ograniczone.